# Benthopanope
Benthopanope is een geslacht van kreeftachtigen uit de klasse van de Malacostraca (hogere kreeftachtigen).

## Soorten
- Benthopanope estuaria Davie, 1989
- Benthopanope eucratoides (Stimpson, 1858)
- Benthopanope indica (de Man, 1887)
- Benthopanope pearsei (Rathbun, 1932)
- Benthopanope pharaonica (Nobili, 1906)
- Benthopanope sexangula (Rathbun, 1909)